# 水野学
水野 学（みずの まなぶ、1972年 - ）は、日本のクリエイティブディレクター、 クリエイティブコンサルタント、good design company 代表 。

## 経歴・人物
東京都生まれ。神奈川県茅ヶ崎市育ち。（生後すぐに茅ヶ崎市に移住し大学時代まで在住。）小学６年生のときに交通事故で入院生活と自宅療養する中で絵に興味を持ち、茅ヶ崎市立鶴が台中学校の美術教師から「美術の面白さ」を教わりデザイナーを目指す。
1996年、多摩美術大学グラフィックデザイン科を卒業。(株)パブロプロダクションに入社。その後(株)ドラフトを経て、1998年11月にgood design companyを設立した。「独立は起業しようという強い思いがあったのではなく、アテもなく辞めたというのが本音」とのちに語っている。会社を辞めた後に2ヶ月間ヨーロッパを放浪した。
ブランドや商品の企画、グラフィックデザイン、パッケージデザイン、インテリアデザイン、宣伝広告、長期的なブランド戦略までをトータルに手がける。
自ら企画運営するブランド『THE』では、“世の中の定番を新たに生み出し、定番と呼ばれるモノの基準値を引き上げていくこと”を目指しクリエイティブディレクションを担当する。
2012年度から2016年度まで慶應義塾大学環境情報学部（SFC）で特別招聘准教授を務める。
ラーメンズとは美大時代からの友人であり、独立してまもない頃からラーメンズのアートワークを多数手がけている。「学生の頃からの友人でもある小林賢太郎との出会いがなければ今の僕はいないと思う」とgood design company設立20周年の仕事を振り返って述べている。
既婚。1児の父。妻はgood design companyのプロデューサー。

## 主な代表作
- 相鉄グループ全体のクリエイティブディレクション及び車両・駅舎・制服等
- Panasonic
- 熊本県キャラクター「くまモン」企画発案、キャラクターデザイン
- 「中川政七商店」事業提案、コンサルティング及びコーポレートブランディングデザイン
- 「三井不動産」ロゴ
- 「Oisix」ブランディングデザイン
- 久原本家「茅乃舎」コンサルティング及びブランディングデザイン
- 興和「TENERITA」ブランディング
- 「黒木本店」「尾鈴山蒸留所」コンサルティング及びコーポレートブランディングデザイン
- にしき食品「NISHIKIYA KITCHEN」
- アイル「TOKYO CHOCOLAT FACTORY」
- NTT docomo クレジットサービス「iD」「DCMX」ネーミング及び初期ブランディングデザイン
- JR東日本「JRE POINT」ブランディングデザイン
- 「STALOGY」トータルディレクション
- ニトムズ「日東堂」
- 「農林水産省」ロゴ
- 「東京ミッドタウン」ロゴリニューアル
- ブリヂストン×VERYコラボ自転車「HYDEE.B」「HYDEE.Ⅱ」企画、デザイン
- 「東京都水泳協会」ロゴ、キャラクター
- 台湾セブンイレブン プライベートブランド商品「7-SELECT」リブランディング
- 宇多田ヒカル「SINGLE COLLECTION VOL.2」「桜流し」アートワーク、広告
- 興和「FLANDERS LINEN PREMIUM」
- 多摩美術大学オープンキャンパス 2010,2011,2012
- 首都高事故削減プロジェクト「TOKYO SMART DRIVER」アートディレクション
- 今井美樹「Dialogue」
- kurkku 「プレオーガニックコットンプログラム」
- 東北コットンプロジェクト　ロゴ
- ユニクロ「UT」広告キャンペーン
- 「東京都現代美術館」サイン計画
- 国立新美術館「ゴッホ展」アートディレクション
- 朝日新聞社「機動戦士ガンダム展」
- ベネッセ「World Wide Kids English」アートディレクション
- ルミネECサイト「iLUMINE」広告・TVCM　クリエイティブディレクション
- アディダス　キャンペーン　アートディレクション
- オンワード樫山「23区」アートディレクション
- 世界陸上2007
- 「東京カレーラボ」
- 「KIRIN 903」（2004年）
- 「ANA travel Smap」
- 永昌源「杏露酒」CM
- 三井不動産「芝浦アイランド」
- 森美術館「ル・コルビュジエ展」「東京/ベルリン-ベルリン/東京展」アートディレクション
- 「トヨタシナジー研究所」
- ラーメンズのグラフィック、ブランディング
- 椎名林檎　「林檎班」
- 旅館「亀や」の改装ディレクション
- NHK福岡放送局マスコットキャラクター「ふっく」キャラクターデザイン

## 主な受賞歴
2024年：Spikes Asia（Gold 、4部門でSilver、3部門でBronze）  
2023年：ADFEST 2023（Silver）/ Cannes Lions 2023 （2部門でGold 、Silver、2部門でBronze）/ 広告電通賞 (金賞)  
One Asia Creative Awards（2部門でGold 、Silver、Bronze）EPICA AWARDS(グランプリ) / ACC（Gold 、Silver、Bronze）    
New York Festivals（Bronze) / MAD STARS（Gold 、Silver、3部門でBronze、Crystal）/ CICLOPE Award (Silver) /  
JAA広告賞 (グランプリ、ベストパートナー賞）  
2022年：London International Awards（Bronze）/ CICLOPE ASIA 2022 (WINNER) / EPICA AWARDS 2022（Bronze）/ 
ACC TOKYO CREATIVITY AWARDS（Gold）/  Topawards Asia
2020年：NY ADC賞（Bronze）
2019年：NY ADC賞（Silver）/ Topawards Asia
2018年：D&AD賞（Bronze）
2017年：The One Show（Merit）/ London International Awards（Gold、2作品でSilver）
2016年：London International Awards（Silver）/ The One Show（Merit）/D&AD（Silver）/ Topawards Asia
2015年：London International Awards (Gold) / The One Show（Merit）
2013年：ACC CM FESTIVAL九州・沖縄地域テレビCM部門（AREA FINALIST）
2012年：CLIO Awards（Bronze）/朝日広告賞部門賞
2011年：The One Show（2作品でMerit）/CLIO Awards（Silver）/ D&AD賞（Bronze）
2010年：The One Show（Bronze）/ NY ADC賞（Bronze）/ D&AD賞（Bronze）
2009年：The One Show（Silver、Bronze）/ D&AD賞（Silver、Bronze）
2008年：The One Show（Bronze）/ CLIO Awards（Bronze）
2007年：London International Awards（Silver）/ 日経広告部門賞 / 毎日広告デザイン賞部門賞
2006年：The One Show（Gold）
2005年：The One Show（３作品でSilver）/ NY ADC賞（Merit）/ 準朝日広告賞
2003年：JAGDA新人賞

## 主な著作
- 山口周氏との共著『世界観をつくる 「感性×知性」の仕事術』（朝日新聞出版、2020年）
- 『いちばん大切なのに誰も教えてくれない段取りの教科書』（ダイヤモンド社、2018年）
- 『「売る」から、「売れる」へ。水野学のブランディングデザイン講義』（誠文堂新光社、2016年）
- 『デザインの誤解　いま求められている「定番」をつくる仕組み』 (祥伝社新書、2016年)
- 『センスは知識からはじまる』（朝日新聞出版、2014年）
- 『アウトプットのスイッチ』（朝日新聞出版、2012年）
- 『アイデアの接着剤』（朝日新聞出版、2010年）※2014年に朝日文庫より文庫化
- 『SCHOOL OF GRAPHIC DESIGN』（誠文堂新光社、2010年）
- 『グッドデザインカンパニーの仕事』（誠文堂新光社、2008年）
- 『SCHOOL OF DESIGN』（誠文堂新光社、2006年）
- 『グラフィックデザインの入口』（ピエ・ブックス、2003年）

## 関連書籍
- 「デザインノートPremium  グッドデザインカンパニー 水野学の仕事」（誠文堂新光社、2022年）
- 「アイデア特別編集 good design company 1998-2018」（誠文堂新光社、2018年）
- 「デザインノートNo.76 good design company特集 2013-2017 水野学のブランディングデザイン」（誠文堂新光社、2017年）
- 「デザインノートEXTRA　good design company水野学」（誠文堂新光社、2013年）
- 「2535」（台湾発売、2013年）一冊まるごと水野学の特集号。全100ページ。

## テレビでの特集
- 「未来塾」（NHK、2019年5月5日放送）
- 「アナザースカイ」（日本テレビ、2014年4月11日放送）
- 「情熱大陸」（毎日放送、2013年7月28日放送）